# Kłujka
Kłujka – narząd gębowy występujący u niektórych owadów, głównie pluskwiaków i komarów. Przypomina wyglądem kolec, a główną funkcję pełni w pozyskiwaniu przez owady pożywienia.
| Grupa owadów:            | Funkcja narządu:                                   |
| drapieżne i padlinożerne | zabijanie ofiary i wysysanie jej soków             |
| roślinożerne             | wysysanie soków z drzew i owoców                   |
| pasożytnicze             | przekłuwanie skóry żywiciela i wysysanie jego krwi |